# SPOT–7
A SPOT–7 (Satellite pour l'Observation de la Terre) kereskedelmi földmegfigyelő műhold. 2014. június 30-án bocsátották a világűrbe. A SPOT műhold program utolsó tagja, ami a SPOT–6 űreszközzel együtt 2024-ig biztosítja a megfigyelés folytonosságát.

## Küldetés
A küldetés célja, mint a SPOT missziók esetében, hogy  a földfelszínről nagy térbeli felbontás mellett, széles területről készítsen egyidejűleg optikai képeket. Növeli tudásunkat a Föld erőforrásairól és ezek felhasználásáról, detektálja és előrejelzi a klimatológiai, óceántani jelenségeket, valamint nyomon követi az emberi és környezeti hatásokat

## Jellemzői
A SPOT műholdcsalád folytonosságát biztosítják az egymással 180°-os szöget bezáró napszinkron pályán keringő SPOT–6 és a SPOT–7 műholdak. Emellett az elődeikhez képest az alábbi fejlesztésekkel rendelkeznek:
- az 1,5 m-es térbeli felbontásnak köszönhetően 1:25000 -es méretarányban történő topográfiai térképezés
- a Földön bárhol 1 napos visszatéréssel képkészítés
- széles területi lefedettség biztosítása rövid idő alatt.[2]

## Szenzorok

### New Astrosat Optical Modular Instrument
Két egyforma New Astrosat Optical Modular Instrument (NAOMI) szenzor helyezkedik el a SPOT–7 fedélzetén, amik a pánkromatikus sávban 1,5 m-es és a multispektrális sávban 6 m-es térbeli felbontásban felvételeznek. Ezek az eszközök külön-külön és egyidejűleg is működhetnek, az előbbi esetben 60 km2-es az utóbbiban 120 km2-es területről készítenek képeket.
| Spektrális sáv    | Hullámhossz    | Térbeli felbontás (m) |
| ----------------- | -------------- | --------------------- |
| Pánkromatikus     | 0,45 – 0,75 µm | 1,5 m                 |
| Kék               | 0,45 – 0,52 µm | 6 m                   |
| Zöld              | 0,53 – 0,60 µm | 6m                    |
| Vörös             | 0,62 – 0,69 µm | 6 m                   |
| Közeli infravörös | 0,76 – 0,89 µm | 6 m                   |

### VEGETATION
A SPOT–7 fedélzetén elhelyeztek egy VEGETATION névre hallgató eszközt is, ami a 2250 km szélességű felvételezési sávjának köszönhetően majdnem a teljes Földfelszínt képes 1 nap alatt térképezni. Négy spektrális sávban készít képeket (kék, vörös, közeli infravörös és közepes infravörös).

## Jegyzet
1. ↑  SPOT 7 (ESA). (Hozzáférés: 2021. június 24.)
2. ↑  SPOT–7 szenzor (Satellite Imaging Corporation). (Hozzáférés: 2021. október 7.)